# Gianni Guigou
Gianni Bismark Guigou Martínez (Nueva Palmira, 22 febbraio 1975) è un ex calciatore uruguaiano con cittadinanza italiana, di ruolo centrocampista.

## Carriera

### Giocatore

#### Club
Ha iniziato la sua carriera nel Nacional, dove ha giocato dal 1995 al 2000, vincendo anche il Campionato Uruguaiano del 1998 e 2000. Nell'estate 2000, fu acquistato dalla Roma in cambio di sei miliardi di lire. Esordì con i giallorossi nel primo turno della Coppa UEFA 2000-2001, sul campo del Gorica. Debuttò in Serie A alla prima giornata, in data 1º ottobre, quando subentrò a Marco Delvecchio nei minuti finali del successo casalingo per due a zero sul Bologna.
Il 23 novembre, realizzò la prima marcatura per la squadra capitolina: suo fu infatti il gol che valse la vittoria di misura per uno a zero sull'Amburgo nella Coppa UEFA, grazie ad un sinistro dal limite dell'area di rigore che superò il colpevole portiere avversario Hans-Jörg Butt. Si ripeté anche negli ottavi di finale della competizione, precisamente il 22 febbraio 2001, quando la sua realizzazione permise alla Roma di vincere ad Anfield contro il Liverpool: la rete arrivò con un tiro dalla distanza, ma non bastò a regalare la qualificazione alla sua squadra.
In campionato fu impiegato in quindici incontri e alla fine della stagione si aggiudicò lo scudetto assieme al suo club. Il 19 agosto, è subentrato a Diego Fuser nel successo per tre a zero nella Supercoppa italiana contro la Fiorentina, vincendo il suo secondo trofeo italiano. Questa seconda stagione fu però più avara in termini di presenze, con soltanto quattordici apparizioni in Serie A. Il 13 aprile 2003 andò a segno nella vittoria all'Olimpico per due a uno sul Parma: questo fu l'unico gol in campionato con la maglia della Roma della sua carriera.
Al termine della stagione, passò in prestito al Siena, militante nella massima divisione. Con i toscani debuttò in campionato il 31 agosto, nel pareggio per due a due allo stadio Renato Curi contro il Perugia. Fu lui a siglare la rete del momentaneo uno a uno contro la Lazio, il 4 aprile 2004 (il Siena fu poi sconfitto per cinque a due). La stagione fu buona e la squadra raggiunse la salvezza. Il 30 giugno scadé il suo contratto con la Roma e Guigou si ritrovò svincolato: fu la Fiorentina ad acquistarlo a parametro zero, su intuizione del suo dirigente Fabrizio Lucchesi.
L'acquisto non fu però felice. L'uruguaiano collezionò infatti soltanto poco più di dieci presenze in due stagioni con i viola e un'unica realizzazione in Coppa Italia. Il giocatore, dal contratto pesante per le casse della Fiorentina, fu ceduto così al Treviso nel mercato di riparazione del 2006, con la formula del prestito. Guigou scelse la maglia numero sette ed esordì con i trevigiani il 15 gennaio, nel pareggio per due a due sul campo dell'Udinese. Nonostante l'arrivo del centrocampista, però, il Treviso non raggiunse la salvezza: i veneti furono così retrocessi in Serie B, ma Guigou rimase in rosa, poiché entrò nello scambio che portò a Firenze Massimo Gobbi e Reginaldo.
Collezionò sessantanove apparizioni nella serie cadetta nelle successive tre stagioni, con due reti: nel marzo 2008 fu operato in artroscopia dal professor Marc Martens e questo intervento gli fece saltare parte del campionato. Nell'estate 2009, lasciò il Treviso e l'Italia per tornare nel paese natio, con la maglia del club che lo lanciò: il Nacional, con il quale siglò un contratto biennale.. Dopo una stagione (nella quale ha marcato 14 presenze ed una rete) ha rescisso il contratto con la formazione uruguaiana ed è rimasto svincolato.

#### Nazionale
Tra il 1999 e il 2004 giocò quarantuno partite per l'Uruguay, senza mai andare in rete. Fece parte della spedizione che partecipò alla Copa América 1999: ai quarti di finale della competizione, nell'incontro con il Paraguay, la partita si concluse con il punteggio di uno a uno e furono necessari i calci di rigore per stabilire un vincitore. Guigou calciò e realizzò il secondo per la sua squadra e contribuì al passaggio del turno della Celeste. In semifinale si ripeté, poiché servirono i calci di rigore anche per stabilire un vincitore tra Uruguay e Cile: anche qui Guigou siglò il secondo rigore e l'Uruguay approdò alla finale contro il Brasile. I verdeoro si imposero però per tre a zero, con Guigou che subentrò a Federico Bergara nei minuti finali dell'incontro, rimediando anche un'ammonizione.
Tre anni dopo, fu tra i convocati del commissario tecnico Víctor Púa per il campionato del mondo 2002. Partì da titolare alla prima gara, contro la Danimarca, conclusasi con una sconfitta per due a uno. Al secondo match, contro la Francia, non fu schierato titolare dall'allenatore, ma subentrò in luogo di Darío Rodríguez a poco meno di venti minuti dalla fine: l'Uruguay non andò oltre lo zero a zero con i transalpini. Nella terza ed ultima gara del girone non fu impiegato, perciò le sue presenze al mondiale si fermarono a due, poiché l'Uruguay fu eliminato. Nel 2004 giocò l'ultima gara per la Celeste.

### Dopo il ritiro
Dopo un periodo di allontanamento, Guigou è rientrato nel mondo del calcio nelle vesti di direttore sportivo dello Sportivo Bella Italia, compagine militante nella terza serie uruguaiana.

## Statistiche

### Presenze e reti nel club
| Stagione       | Squadra    | Campionato | Campionato | Campionato | Coppe nazionali | Coppe nazionali | Coppe nazionali | Coppe continentali | Coppe continentali | Coppe continentali | Altre coppe | Altre coppe | Altre coppe | Totale | Totale |
| Stagione       | Squadra    | Comp       | Pres       | Reti       | Comp            | Pres            | Reti            | Comp               | Pres               | Reti               | Comp        | Pres        | Reti        | Pres   | Reti   |
| -------------- | ---------- | ---------- | ---------- | ---------- | --------------- | --------------- | --------------- | ------------------ | ------------------ | ------------------ | ----------- | ----------- | ----------- | ------ | ------ |
| 2000-2001      | Roma       | A          | 15         | 0          | CI              | 2               | 0               | CU                 | 7                  | 2                  | -           | -           | -           | 24     | 2      |
| 2001-2002      | Roma       | A          | 7          | 0          | CI              | 1               | 0               | UCL                | 5                  | 0                  | SI          | 1           | 0           | 14     | 0      |
| 2002-2003      | Roma       | A          | 14         | 1          | CI              | 3               | 0               | UCL                | 6                  | 0                  | -           | -           | -           | 23     | 1      |
| 2003-2004      | Siena      | A          | 32         | 1          | CI              | 3               | 1               | -                  | -                  | -                  | -           | -           | -           | 35     | 2      |
| 2004-2005      | Fiorentina | A          | 2          | 0          | CI              | 6               | 1               | -                  | -                  | -                  | -           | -           | -           | 8      | 1      |
| 2005-gen. 2006 | Fiorentina | A          | 4          | 0          | CI              | 1               | 0               | -                  | -                  | -                  | -           | -           | -           | 5      | 0      |
| gen.-giu. 2006 | Treviso    | A          | 13         | 0          | CI              | -               | -               | -                  | -                  | -                  | -           | -           | -           | 13     | 0      |
| 2006-2007      | Treviso    | B          | 31         | 1          | CI              | 1               | 0               | -                  | -                  | -                  | -           | -           | -           | 32     | 1      |
| 2007-2008      | Treviso    | B          | 18         | 0          | CI              | 2               | 0               | -                  | -                  | -                  | -           | -           | -           | 20     | 0      |
| 2008-2009      | Treviso    | B          | 20         | 1          | CI              | 0               | 0               | -                  | -                  | -                  | -           | -           | -           | 20     | 1      |
| Totale         | Totale     | Totale     | 156        | 4          |                 | 19              | 2               |                    | 18                 | 2                  |             | 1           | 0           | 194    | 8      |

### Cronologia presenze e reti in nazionale
| Cronologia completa delle presenze e delle reti in nazionale ― Uruguay | Cronologia completa delle presenze e delle reti in nazionale ― Uruguay | Cronologia completa delle presenze e delle reti in nazionale ― Uruguay | Cronologia completa delle presenze e delle reti in nazionale ― Uruguay | Cronologia completa delle presenze e delle reti in nazionale ― Uruguay | Cronologia completa delle presenze e delle reti in nazionale ― Uruguay | Cronologia completa delle presenze e delle reti in nazionale ― Uruguay | Cronologia completa delle presenze e delle reti in nazionale ― Uruguay |
| Data                                                                   | Città                                                                  | In casa                                                                | Risultato                                                              | Ospiti                                                                 | Competizione                                                           | Reti                                                                   | Note                                                                   |
| ---------------------------------------------------------------------- | ---------------------------------------------------------------------- | ---------------------------------------------------------------------- | ---------------------------------------------------------------------- | ---------------------------------------------------------------------- | ---------------------------------------------------------------------- | ---------------------------------------------------------------------- | ---------------------------------------------------------------------- |
| 1-7-1999                                                               | Asunción                                                               | Uruguay                                                                | 0 – 1                                                                  | Colombia                                                               | Coppa America 1999 - 1º turno                                          | -                                                                      | 46’                                                                    |
| 4-7-1999                                                               | Luque                                                                  | Uruguay                                                                | 2 – 1                                                                  | Ecuador                                                                | Coppa America 1999 - 1º turno                                          | -                                                                      | 66’                                                                    |
| 7-7-1999                                                               | Luque                                                                  | Argentina                                                              | 2 – 0                                                                  | Uruguay                                                                | Coppa America 1999 - 1º turno                                          | -                                                                      | 46’                                                                    |
| 10-7-1999                                                              | Asunción                                                               | Paraguay                                                               | 1 – 1 dts (3 – 5 dtr)                                                  | Uruguay                                                                | Coppa America 1999 - Quarti di finale                                  | -                                                                      | 62’                                                                    |
| 13-7-1999                                                              | Asunción                                                               | Uruguay                                                                | 1 – 1 dts (5 – 3 dtr)                                                  | Cile                                                                   | Coppa America 1999 - Semifinale                                        | -                                                                      | 65’                                                                    |
| 18-7-1999                                                              | Asunción                                                               | Brasile                                                                | 3 – 0                                                                  | Uruguay                                                                | Coppa America 1999 - Finale                                            | -                                                                      | 74’ ?’                                                                 |
| 18-8-1999                                                              | Montevideo                                                             | Uruguay                                                                | 5 – 4                                                                  | Costa Rica                                                             | Amichevole                                                             | -                                                                      |                                                                        |
| 8-9-1999                                                               | Montevideo                                                             | Uruguay                                                                | 2 – 0                                                                  | Venezuela                                                              | Amichevole                                                             | -                                                                      |                                                                        |
| 12-10-1999                                                             | Montevideo                                                             | Uruguay                                                                | 0 – 0                                                                  | Ecuador                                                                | Amichevole                                                             | -                                                                      |                                                                        |
| 17-11-1999                                                             | Maldonado                                                              | Uruguay                                                                | 0 – 1                                                                  | Paraguay                                                               | Amichevole                                                             | -                                                                      |                                                                        |
| 17-2-2000                                                              | Maldonado                                                              | Uruguay                                                                | 2 – 0                                                                  | Ungheria                                                               | Amichevole                                                             | -                                                                      |                                                                        |
| 26-4-2000                                                              | Asunción                                                               | Paraguay                                                               | 1 – 0                                                                  | Uruguay                                                                | Qual. Mondiali 2002                                                    | -                                                                      | 67’                                                                    |
| 3-6-2000                                                               | Montevideo                                                             | Uruguay                                                                | 2 – 1                                                                  | Cile                                                                   | Qual. Mondiali 2002                                                    | -                                                                      |                                                                        |
| 28-6-2000                                                              | Rio de Janeiro                                                         | Brasile                                                                | 1 – 1                                                                  | Uruguay                                                                | Qual. Mondiali 2002                                                    | -                                                                      |                                                                        |
| 18-7-2000                                                              | Montevideo                                                             | Uruguay                                                                | 3 – 1                                                                  | Venezuela                                                              | Qual. Mondiali 2002                                                    | -                                                                      |                                                                        |
| 26-7-2000                                                              | Montevideo                                                             | Uruguay                                                                | 0 – 0                                                                  | Perù                                                                   | Qual. Mondiali 2002                                                    | -                                                                      | 66’                                                                    |
| 15-8-2000                                                              | Bogotà                                                                 | Colombia                                                               | 1 – 0                                                                  | Uruguay                                                                | Qual. Mondiali 2002                                                    | -                                                                      |                                                                        |
| 3-9-2000                                                               | Montevideo                                                             | Uruguay                                                                | 4 – 0                                                                  | Ecuador                                                                | Qual. Mondiali 2002                                                    | -                                                                      |                                                                        |
| 8-10-2000                                                              | Buenos Aires                                                           | Argentina                                                              | 2 – 1                                                                  | Uruguay                                                                | Qual. Mondiali 2002                                                    | -                                                                      |                                                                        |
| 28-2-2001                                                              | Capodistria                                                            | Slovenia                                                               | 0 – 2                                                                  | Uruguay                                                                | Amichevole                                                             | -                                                                      | 65’                                                                    |
| 28-3-2001                                                              | Montevideo                                                             | Uruguay                                                                | 0 – 1                                                                  | Paraguay                                                               | Qual. Mondiali 2002                                                    | -                                                                      | 40’ 48’                                                                |
| 24-4-2001                                                              | Santiago del Cile                                                      | Cile                                                                   | 0 – 1                                                                  | Uruguay                                                                | Qual. Mondiali 2002                                                    | -                                                                      |                                                                        |
| 1-7-2001                                                               | Montevideo                                                             | Uruguay                                                                | 1 – 0                                                                  | Brasile                                                                | Qual. Mondiali 2002                                                    | -                                                                      |                                                                        |
| 14-8-2001                                                              | Maracaibo                                                              | Venezuela                                                              | 2 – 0                                                                  | Uruguay                                                                | Qual. Mondiali 2002                                                    | -                                                                      |                                                                        |
| 4-9-2001                                                               | Lima                                                                   | Perù                                                                   | 0 – 2                                                                  | Uruguay                                                                | Qual. Mondiali 2002                                                    | -                                                                      | Ammonizione                                                            |
| 7-10-2001                                                              | Montevideo                                                             | Uruguay                                                                | 1 – 1                                                                  | Colombia                                                               | Qual. Mondiali 2002                                                    | -                                                                      | 84’                                                                    |
| 7-11-2001                                                              | Quito                                                                  | Ecuador                                                                | 1 – 1                                                                  | Uruguay                                                                | Qual. Mondiali 2002                                                    | -                                                                      |                                                                        |
| 14-11-2001                                                             | Montevideo                                                             | Uruguay                                                                | 1 – 1                                                                  | Argentina                                                              | Qual. Mondiali 2002                                                    | -                                                                      |                                                                        |
| 20-11-2001                                                             | Melbourne                                                              | Australia                                                              | 1 – 0                                                                  | Uruguay                                                                | Qual. Mondiali 2002                                                    | -                                                                      |                                                                        |
| 25-11-2001                                                             | Montevideo                                                             | Uruguay                                                                | 3 – 0                                                                  | Australia                                                              | Qual. Mondiali 2002                                                    | -                                                                      |                                                                        |
| 13-2-2002                                                              | Montevideo                                                             | Uruguay                                                                | 2 – 1                                                                  | Corea del Sud                                                          | Amichevole                                                             | -                                                                      |                                                                        |
| 27-3-2002                                                              | Riyad                                                                  | Arabia Saudita                                                         | 3 – 2                                                                  | Uruguay                                                                | Amichevole                                                             | -                                                                      | 61’                                                                    |
| 17-4-2002                                                              | Milano                                                                 | Italia                                                                 | 1 – 1                                                                  | Uruguay                                                                | Amichevole                                                             | -                                                                      | 46’                                                                    |
| 12-5-2002                                                              | Washington                                                             | Stati Uniti                                                            | 2 – 1                                                                  | Uruguay                                                                | Amichevole                                                             | -                                                                      | 46’                                                                    |
| 16-5-2002                                                              | Shenyang                                                               | Cina                                                                   | 0 – 2                                                                  | Uruguay                                                                | Amichevole                                                             | -                                                                      |                                                                        |
| 21-5-2002                                                              | Singapore                                                              | Singapore                                                              | 1 – 2                                                                  | Uruguay                                                                | Amichevole                                                             | -                                                                      |                                                                        |
| 1-6-2002                                                               | Ulsan                                                                  | Uruguay                                                                | 1 – 2                                                                  | Danimarca                                                              | Mondiali 2002 - 1º turno                                               | -                                                                      |                                                                        |
| 6-6-2002                                                               | Pusan                                                                  | Francia                                                                | 0 – 0                                                                  | Uruguay                                                                | Mondiali 2002 - 1º turno                                               | -                                                                      | 72’                                                                    |
| 16-7-2003                                                              | La Plata                                                               | Argentina                                                              | 2 – 2                                                                  | Uruguay                                                                | Amichevole                                                             | -                                                                      |                                                                        |
| 20-8-2003                                                              | Firenze                                                                | Argentina                                                              | 3 – 2                                                                  | Uruguay                                                                | Amichevole                                                             | -                                                                      |                                                                        |
| 1-6-2004                                                               | Montevideo                                                             | Uruguay                                                                | 1 – 3                                                                  | Perù                                                                   | Qual. Mondiali 2006                                                    | -                                                                      | 46’                                                                    |
| Totale                                                                 |                                                                        | Presenze                                                               | 41                                                                     |                                                                        | Reti                                                                   | 0                                                                      |                                                                        |

### Cronologia presenze e reti in nazionale non ufficiali
| Cronologia completa delle presenze e delle reti in nazionale (partite non ufficiali) ― Uruguay | Cronologia completa delle presenze e delle reti in nazionale (partite non ufficiali) ― Uruguay | Cronologia completa delle presenze e delle reti in nazionale (partite non ufficiali) ― Uruguay | Cronologia completa delle presenze e delle reti in nazionale (partite non ufficiali) ― Uruguay | Cronologia completa delle presenze e delle reti in nazionale (partite non ufficiali) ― Uruguay | Cronologia completa delle presenze e delle reti in nazionale (partite non ufficiali) ― Uruguay | Cronologia completa delle presenze e delle reti in nazionale (partite non ufficiali) ― Uruguay | Cronologia completa delle presenze e delle reti in nazionale (partite non ufficiali) ― Uruguay |
| Data                                                                                           | Città                                                                                          | In casa                                                                                        | Risultato                                                                                      | Ospiti                                                                                         | Competizione                                                                                   | Reti                                                                                           | Note                                                                                           |
| ---------------------------------------------------------------------------------------------- | ---------------------------------------------------------------------------------------------- | ---------------------------------------------------------------------------------------------- | ---------------------------------------------------------------------------------------------- | ---------------------------------------------------------------------------------------------- | ---------------------------------------------------------------------------------------------- | ---------------------------------------------------------------------------------------------- | ---------------------------------------------------------------------------------------------- |
| 22-12-1998                                                                                     | San Sebastián                                                                                  | Paesi Baschi                                                                                   | 5 – 1                                                                                          | Uruguay                                                                                        | Amichevole                                                                                     | -                                                                                              | 50’                                                                                            |
| Totale                                                                                         |                                                                                                | Presenze                                                                                       | 1                                                                                              |                                                                                                | Reti                                                                                           | 0                                                                                              |                                                                                                |

## Palmarès

### Club
- Liguilla Pre-Libertadores de América: 2

Nacional: 1996, 1999
- Campionato uruguaiano: 2

Nacional: 1998, 2000
- Campionato italiano: 1

Roma: 2000-2001
- Supercoppa italiana: 1

Roma: 2001